# Helmut Faeder

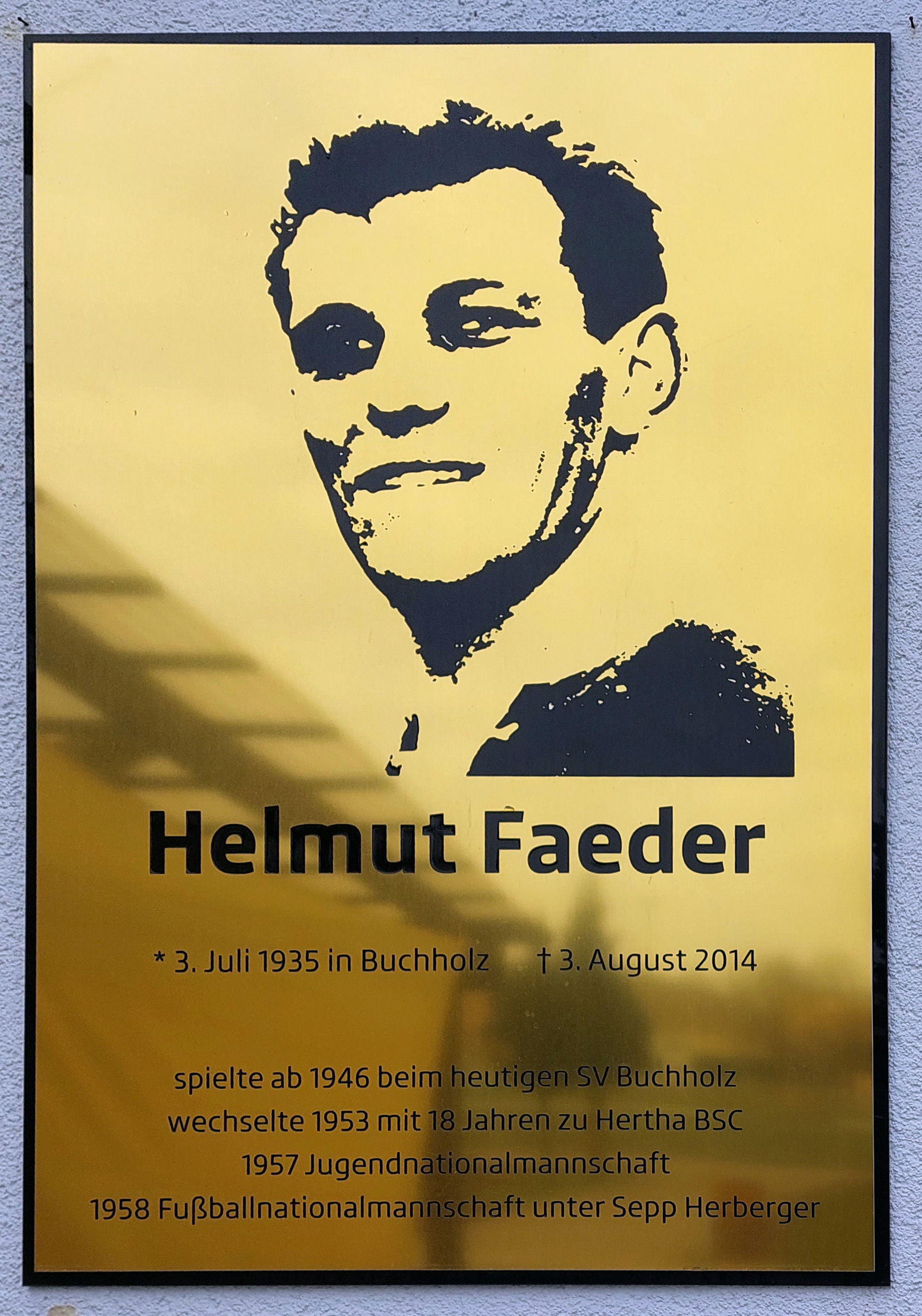
Gedenktafel am Helmut-Faeder-Sportplatz, in Berlin-Französisch Buchholz

Helmut Faeder (* 3. Juli 1935 in Französisch Buchholz, Ortsteil von Berlin; † 3. August 2014), genannt „der Dicke“, war ein deutscher Fußballspieler, der beim Freundschaftsspiel am 28. Dezember 1958 in Kairo gegen Ägypten einmal in der deutschen Nationalmannschaft zum Einsatz gekommen ist. Der Offensivspieler wird von 1954/55 bis 1970/71 mit 241 Toren in Meisterschaftsspielen für die Vereine Hertha BSC und Hertha Zehlendorf aufgelistet.

## Karriere

### Beginn
Beim SV Buchholz in Pankow im Norden Berlins spielte Helmut Faeder seit 1946 und wechselte mit 18 Jahren zur Runde 1953/54 nach Berlin zu Hertha BSC. Da die Mannschaft vom Stadion am Gesundbrunnen, der sogenannten „Plumpe“, 1953 den Abstieg in die Amateurliga durchgemacht hatte, war der Neuzugang aus Buchholz am sofortigen Aufstieg 1954 in das Berliner Oberhaus durch den 2. Platz in der Berliner Amateurliga beteiligt. In der Amateurliga Berlin hatte der Neuzugang 1953/54 in 17 Ligaeinsätzen 19 Tore erzielt. Durch die folgenden Spiele um die deutsche Amateurmeisterschaft 1954 gegen TSV Uetersen, SV Hemelingen und Phönix Lübeck sammelte der junge Offensivspieler auch schon Erfahrung über die Berliner Grenzen hinaus. Bereits am 25. Dezember 1953 hatte der gelernte Kfz-Handwerker eine Berufung für das Berliner Stadtauswahlspiel Berlin (Ost) gegen Berlin (West) im Ostberliner Walter-Ulbricht-Stadion von dem für die Westauswahl zuständigen Trainer Johannes Sobeck erhalten.

### Oberliga/Stadtliga Berlin, 1954/55 bis 1962/63
In der Oberliga (Vertragsliga) Berlin etablierte sich der 20-Jährige schnell. Faeder absolvierte in seinem Debütjahr 1954/55 unter Trainer Paul Gehlhaar 19 Spiele und erzielte sieben Tore für Hertha. Im Besonderen machte er sich vor allem mit einer ungeheuren Schusskraft einen Namen und war von den Gegnern als „Schusswunder“ gefürchtet. Distanzschüsse und Freistöße waren sein Markenzeichen. Zusammen mit seiner ausgeprägten Balltechnik kompensierte er damit die eingeschränkte Schnelligkeit und Wendigkeit. Mit seinen Toren hatte er wesentlichen Anteil an den Meisterschaften in den Jahren 1957, 1961 und 1963. Als er seinen persönlichen Rekord mit 20 Treffern in der Saison 1958/59 aufstellte, reichte es für Hertha BSC lediglich zu dem dritten Rang. In den Endrundenspielen um die deutsche Fußballmeisterschaft konnte er Hertha nicht zum Erfolg führen. Am 2. Juni 1957 überfuhr der 1. FC Kaiserslautern im Wuppertaler Stadion am Zoo die Berliner mit 1:14 Toren. Bei den zwei weiteren Begegnungen gegen die Offenbacher Kickers und Borussia Dortmund gelang Helmut Faeder jeweils der Ehrentreffer. 1961 gelangen ihm auch wieder zwei Treffer in der Endrunde, durchsetzen konnten sich die Herthaner gegen den 1. FC Nürnberg, Werder Bremen und den 1. FC Köln aber nicht. In der letztmals durchgeführten Endrunde im Jahre 1963 erzielte er beim 3:0-Sieg am 22. Juni 1963 in Berlin gegen den 1. FC Kaiserslautern wiederum seine obligatorischen zwei Treffer. Insgesamt kam er auf 14 Endrundenspiele mit sechs Torerfolgen. In der Oberliga Berlin wird er mit 127 Treffern geführt. Repräsentativspiele mit Berlin bestritt er dreimal gegen die Westauswahl in den Jahren 1957, 1961 und 1962. Es gelangen ihm dabei zwei Treffer. Mit der Berliner Auswahl, mit der er 61 Spiele von 1954 bis 1971 bestritt, nahm er am Messepokal der Saison 1961/62 gegen den FC Barcelona teil.

### Bundesliga, 1963 bis 1965/Stadtliga (Regionalliga) Berlin, 1965 bis 1967
Mit 28 Jahren begann für Helmut Faeder in der Saison 1963/64 das Abenteuer Bundesliga. Er absolvierte 27 von 30 Pflichtspiele für Hertha BSC und war mit neun Treffern der beste Schütze von Trainer Josef Schneider. Die Berliner konnten mit dem erreichten 14. Tabellenplatz knapp den Abstieg verhindern. Im DFB-Pokal überraschten die Mannen von der Spree dagegen positiv. Erst schalteten sie im April 1964 den Vizemeister Meidericher SV mit einem 2:1 nach Verlängerung und am 20. Mai mit einem 4:2-Erfolg den neuen Deutschen Meister 1. FC Köln aus. Im Halbfinale wurden die Mannen um Helmut Faeder von Eintracht Frankfurt am Einzug in das Pokalfinale gehindert. Im europäischen Messepokal hatten die Berliner mit dem deutschen Nationalstürmer Jürgen Schütz gegen AS Rom im Oktober 1963 keine Chance.
In der zweiten Bundesliga-Serie kam Faeder auf 21 Einsätze mit drei Torerfolgen. Bedingt durch den wegen Vergehen gegen das Lizenzspielerstatut nach Abschluss der Runde ausgesprochenen Zwangsabstieg für Hertha BSC, war das Saisonfinalspiel am 15. Mai 1965 bei Hannover 96 der letzte Bundesliga-Auftritt für den knapp 30-jährigen Halbstürmer. Hertha BSC wurde zur Runde 1965/66 in die Regionalliga (Stadtliga) Berlin eingereiht. Zwar kam Hertha mit Kapitän Faeder – er zeichnete sich mit 32 Toren aus – ungefährdet zur Meisterschaft (58:2 Punkte gegenüber 44:16 Punkten des Vizemeisters Tennis Borussia Berlin), aber in der Bundesliga-Aufstiegsrunde setzte sich Fortuna Düsseldorf durch. Auch die zweite überlegene Meisterschaft in der Stadtliga Berlin war kein Qualitätsbeweis für die Aufstiegsrunde 1967. Hertha hatte zwar mit 39.500 Zuschauern den deutlich besten Zuschauerschnitt, landete aber mit 5:11 Punkten auf dem letzten Platz der Gruppe 1. Faeder war in sieben Begegnungen für das Team von Trainer Helmut Kronsbein aufgelaufen. Das Ziel des Aufstieges in die Bundesliga konnte er aber nicht verwirklichen und sein Vertrag wurde am Saisonende auf Veranlassung von Kronsbein aufgelöst. Insgesamt bestritt er 351 Pflichtspiele für Hertha, in denen er 212 Tore schoss.

### Hertha Zehlendorf, 1967 bis 1971
Mit Hertha Zehlendorf wurde er in den Jahren 1969 und 1970 zweimal Regionalliga-Meister. 1970 gelangen ihm dabei 26 Treffer. Mit seinem alten Hertha-BSC-Verteidigerkollegen Günter Schimmöller und den zwei Talenten Uwe Kliemann und Wolfgang Sühnholz zog er dadurch nochmals in zwei Bundesliga-Aufstiegsrunden ein. 15 Spiele mit 10 Toren sind der Tätigkeitsnachweis von Helmut Faeder für die Zehlendorfer in der Aufstiegsrunde. Den Aufstieg konnte der Mann mit der subtilen Technik und dem harten Schuss aber auch mit Zehlendorf nicht erzwingen. 1971, mit 36 Jahren, beendete der leidenschaftliche Tischtennisspieler seine Fußballkarriere und spielte dann nur noch in der Berliner Altliga.

## Fußballnationalmannschaft, 1958
Bundestrainer Sepp Herberger testete den torgefährlichen Berliner Halbstürmer im Jahre 1957 zweimal in der Juniorennationalmannschaft. Am 27. März in Essen gegen Belgien und am 26. Mai in Bayreuth gegen die Tschechoslowakei. In beiden Spielen wurde er auf Halbrechts eingesetzt. Nach der Fußball-Weltmeisterschaft 1958 in Schweden wurde Faeder am 22. Oktober 1958 in die B-Länderelf beim Spiel im Karlsruher Wildparkstadion gegen Österreich berufen. Er zeichnete sich als Schütze des 1:0-Siegtreffers aus. Der Bundestrainer holte ihn in das Aufgebot für das Länderspiel am 19. November 1958 in Berlin gegen Österreich, zum Einsatz wurde der Lokal-Matador aber nicht gebracht. Zum Jahresabschluss 1958 hatte der DFB eine Reise nach Ägypten im Programm. Da nicht alle Stammspieler zur Verfügung standen, schlug am 28. Dezember beim Länderspiel gegen Ägypten in Kairo die Stunde für fünf Debütanten an der Seite der Routiniers Karl Mai, Helmut Rahn, Max Morlock und Ulrich Biesinger. In der Anfangsformation spielten Helmut Faeder und die weiteren Neulinge Walter Zastrau, Alfred Pyka und Theo Klöckner. Durch Einwechslung wurden auch Heinz Kördell und Karl Ringel, der zuvor schon zwei Länderspiele für das Saarland absolviert hatte, zu deutschen A-Nationalspielern. Am 1. Januar 1959 kam der Berliner in der zweiten Begegnung in Kairo auch beim Spiel einer Ägyptischen Auswahl gegen eine deutsche Auswahl zum Einsatz. Weitere Berufungen in DFB-Teams folgten nicht mehr. Altbundestrainer Sepp Herberger wird auf Helmut Faeder bezogen folgendermaßen zitiert: „Wenn der in einer anderen Umgebung spielen würde und eine stärkere Konkurrenz in der eigenen Mannschaft hätte, könnte er Stammnationalspieler werden.“

## Beruf/Ehrung
Helmut Faeder betrieb nach seiner aktiven Karriere einen florierenden Obst- und Gemüsehandel in Berlin. Er war Träger der Goldenen Ehrennadel des Verbandes Berliner Ballspielvereine, und nach ihm wurde der Sportplatz des SV Buchholz benannt.